# Provency
Provency település Franciaországban, Yonne megyében. Lakosainak száma 249 fő (2022. január 1.). Provency Sauvigny-le-Bois, Athie, Étaule, Sainte-Colombe és Thory községekkel határos.

## Népesség
A település népességének változása:
| Lakosok száma | 203  | 230  | 252  | 243  | 251  | 254  | 252  | 251  | 249  |
|               | 2013 | 2015 | 2016 | 2017 | 2018 | 2019 | 2020 | 2021 | 2022 |